# Nothotylopus
Nothotylopus — вимерлий рід ссавців з родини верблюдових (Camelidae). Рід містить такі види: Nothotylopus camptognathus. Скам'янілості виявлено в США (Небраска, Нью-Мексико, Техас) — всього 7 колекцій.